# SK Telecom
SK Telecom (kor. SK텔레콤 lub 에스케이텔레콤) – południowokoreański operator telekomunikacji bezprzewodowej; należy do SK Group, jednego z największych czeboli w kraju.